# Saint-Allouestre
 Saint-Allouestre  (en bretón Sant-Aleustr) es una población y comuna francesa, situada en la región de Bretaña, departamento de Morbihan, en el distrito de Pontivy y cantón de Saint-Jean-Brévelay.

## Demografía
| 668 | 609 | 552 | 517 | 507 | 532 |
| Para los censos de 1962 a 1999 la población legal corresponde a la población sin duplicidades (Fuente: INSEE [Consultar]) |     |     |     |     |     |